# 杉並区議会
杉並区議会（すぎなみくぎかい）は、東京都杉並区の地方議会。

## 概要
- 定数：48人
- 任期：2023年5月1日 - 2027年4月30日
- 選挙区：区全体を1選挙区とする大選挙区制（単記非移譲式）
- 議長：木梨盛祥（維新・無所属議員団）
- 副議長：川原口宏之（杉並区議会公明党）

## 会派
| 会派名                     | 議員数 | 所属党派                                                                     | 氏名（◎は幹事長）                                                             |
| -------------------------- | ------ | ---------------------------------------------------------------------------- | ----------------------------------------------------------------------------- |
| 杉並区議会自由民主党       | 8      | 自由民主党                                                                   | ◎脇坂達也、矢口泰之、渡辺友貴、逸見純一、大和田伸、浅井邦夫、吉田愛、藤本直也 |
| 日本共産党杉並区議団       | 6      | 日本共産党                                                                   | ◎山田耕平、富田琢、小池恵、和氣美樹、酒井正江、樟山美紀                       |
| 立憲民主党杉並区議団       | 6      | 立憲民主党                                                                   | ◎樋脇岳、安田真理、赤坂珠良、松本浩一、前山直子、寺田陽香                     |
| 杉並区議会公明党           | 6      | 公明党                                                                       | ◎川原口宏之、山本弘子、中村康弘、斉藤利華、大槻城一、渡辺富士雄               |
| シスターフッド杉並         | 5      | 杉並・生活者ネットワーク2・れいわ新選組1・緑の党グリーンズジャパン1・無所属1 | ◎奥山妙子、ブランシャー明日香、山名奏子、奥田雅子、曽根文子                   |
| 維新・無所属議員団         | 4      | 日本維新の会1・自由民主党1・無所属2                                          | ◎田中朝子、鈴木千鶴、井口かづ子、木梨盛祥                                     |
| 無所属・都民ファーストの会 | 4      | 都民ファーストの会2・国民民主党1・無所属1                                    | ◎安斉昭、茜ケ久保舞、宇田川祐治、井口絵美                                     |
| 安心・安全杉並の会         | 1      | 無所属                                                                       | 倉本美香                                                                      |
| 参政党杉並                 | 1      | 参政党                                                                       | 横田政直                                                                      |
| 都政を革新する会           | 1      | 無所属                                                                       | 洞口朋子                                                                      |
| 杉並をセンタク致し候       | 1      | 無所属                                                                       | 田中裕太郎                                                                    |
| 杉並わくわく会議           | 1      | 無所属                                                                       | 松尾百合                                                                      |
| 無所属（堀部）             | 1      | 無所属                                                                       | 堀部康                                                                        |
| 区政杉並クラブ             | 1      | 無所属                                                                       | 岩田生真                                                                      |
| far right                  | 1      | 無所属                                                                       | 小林優美                                                                      |
| 計（欠員1）                | 47     |                                                                              |                                                                               |

（2025年5月22日現在）

## 議員報酬等
| 役職     | 報酬            | 政務活動費  |
| -------- | --------------- | ----------- |
| 議長     | 月額 85万6000円 | 月額 16万円 |
| 副議長   | 月額 77万4600円 | 月額 16万円 |
| 委員長   | 月額 64万3400円 | 月額 16万円 |
| 副委員長 | 月額 61万6600円 | 月額 16万円 |
| 議員     | 月額 59万5700円 | 月額 16万円 |

※別途、年2回期末手当あり

## 沿革
2019年
- 4月21日 - 杉並区議会議員選挙実施。投票率39.47％。
- 9月27日 - 日本共産党杉並区議団は、9月12日の本会議一般質問における佐々木千夏の発言が地方自治法132条ならびにヘイトスピーチ解消法に反するものだとして、佐々木に対し辞職を求める要請を行った[5][注 1]。佐々木は4月の区議選で、NHKから国民を守る党公認で立候補し[8]初当選していたが、この日までに除名された。

2021年
- 6月25日 - 東京都議会議員選挙が告示される。関口健太郎が同選挙に立候補し、自動失職した[9]。

2022年
- 1月6日 - 佐々木千夏は一人会派「正理の会」を結成した[10]。
- 2月9日 - 杉並区長の田中良が4選出馬を表明[11]。
- 4月4日 - 会派「杉並区議会自由民主党」（15人）から田中良区政に批判的な9人が脱会し、新会派「自由民主党杉並区議団」を結成[10][12][13]。区議会の最大会派となった。脱会後の内訳は下記のとおり。

| 会派名               | 人数 | 氏名                                                                                   |
| -------------------- | ---- | -------------------------------------------------------------------------------------- |
| 自由民主党杉並区議団 | 9    | 大泉泰政、浅井邦夫、渡辺友貴、井原太一、大和田伸、今井洋、脇坂達也、吉田愛、井口かづ子 |
| 杉並区議会自由民主党 | 6    | 國﨑隆志、矢口泰之、松浦威明、安斉昭、大熊昌巳。小川宗次郎                             |
- 5月20日 - 議長に脇坂達也（自由民主党杉並区議団）、副議長に渡辺富士雄（杉並区議会公明党）が就任。
- 6月12日 - 杉並区長選挙が公示される。田中裕太郎が同選挙に立候補し、自動失職した。
- 6月19日 - 関口の辞職に伴う杉並区議会議員補欠選挙（定数1）と杉並区長選挙が実施。
- 6月20日 - 上記の二つの選挙が開票。区議補選では自民党の公認を受けた石原伸晃の元秘書の逸見純一[14][15]が初当選した。区長選では、田中良は自民党・公明党の支援と連合東京の推薦を受けたものの[16][17][18]、区議会の自民会派の分裂、田中裕太郎との間の保守票の分散などの影響により、元NGO職員の岸本聡子に僅差で敗れた[19][20][21]。
- 6月21日 - 逸見純一が区議に就任。逸見は一人会派「自民党」をつくった。

2023年
- 4月16日 - 杉並区議会議員選挙が告示され、69人が立候補を届け出た。岸本区長は告示前に、気候問題やジェンダー平等など7つの政策に賛同する候補者と「政策合意書」を結び、新人を含む候補者19人を応援した[22][23][24]。候補者17人が自身の選挙公報に、岸本から推薦または応援を受けている旨を記載した[25]。
- 4月23日 - 区議選の投票。投票率43.66％。
- 4月24日 - 区議選の開票。定数48人中、女性が24人当選し、男性の23人を上回った。山名奏子は性別を公表せずに立候補し、初当選した[26][27]。東京都議会議員の茜ヶ久保嘉代子の義妹の茜ヶ久保舞[28][29][30]が得票数2位で初当選した。前年の区長選挙で田中良を支援した「杉並区議会自由民主党」（6人）は全員立候補し、小川宗次郎、大熊昌巳、國﨑隆志、松浦威明の4人が落選した。同じく田中を支援した立憲民主党現職の太田哲二[31][32]も落選した。前述の佐々木千夏は候補者69人中67位で落選した[33][34]。
- 5月9日 - 区議選前に4つに分かれていた自民系会派について、自由民主党杉並総支部長を務める石原伸晃[35]が再結集を呼びかけ、統一会派「自民党・無所属杉並区議団」（11人）が結成された。公式Twitterを開設し、その旨を公表した[22][36]。
- 5月19日 - 臨時会が開かれ、議長選挙が行われた。井口かづ子：24票、浅井邦夫：23票、洞口朋子：1票という結果で井口が議長に選出された。井口と浅井は同じ「自民党・無所属杉並区議団」に所属していたため、議長選挙のあとの休憩中、同会派の内部協議が紛糾し、その後に予定していた副議長選挙などが実施できなくなった[37][38]。
- 5月22日 - 臨時会が開かれ、渡辺富士雄が副議長に選出された[39]。井口は「自民党・無所属杉並区議団」を退会し、一人会派「無所属杉並」を結成した。

2024年
- 4月17日 - 岩田生真は「自民党・無所属杉並区議団」を退会し、一人会派「区政杉並クラブ」を結成した[40]。
- 4月25日 - 小林優美は「自民党・無所属杉並区議団」を退会し、一人会派「far right」を結成した[41][42][注 2]。「自民党・無所属杉並区議団」は会派名を「杉並区議会自由民主党」へ変更した[41]。

2025年
- 4月8日 - 曽根文子と奥田雅子の「区議会生活者ネットワーク」、奥山妙子と山名奏子の「れいわを耕す」、ブランシャー明日香の「緑の党グリーンズジャパン」は合流し、 5人の会派「シスターフッド杉並」を結成した[2][47]。
- 5月22日 - 松本光博が都議会議員選挙に出馬するため辞職[48]。

## 選挙

### 2023年杉並区議会議員選挙
2023年4月23日執行　当日有権者数：471,473人　最終投票率：43.66%　定数：48人　立候補者数：69人
| 順位 | 当落 | 候補者名           | 年齢 | 所属党派                 | 新旧別 | 得票数    |
| ---- | ---- | ------------------ | ---- | ------------------------ | ------ | --------- |
| 1    | 当   | 安田真理           | 44   | 立憲民主党               | 新     | 6,532     |
| 2    | 当   | 茜ケ久保舞         | 43   | 都民ファーストの会       | 新     | 6,390     |
| 3    | 当   | 山名奏子           | 40   | れいわ新選組             | 新     | 5,966     |
| 4    | 当   | 倉本美香           | 30   | 無所属                   | 新     | 5,966     |
| 5    | 当   | 大和田伸           | 42   | 自由民主党               | 現     | 5,436     |
| 6    | 当   | 鈴木千鶴           | 52   | 日本維新の会             | 新     | 5,167     |
| 7    | 当   | 脇坂達也           | 40   | 自由民主党               | 現     | 5,079     |
| 8    | 当   | 松本光博           | 39   | 日本維新の会             | 現     | 4.626.239 |
| 9    | 当   | 小林優美           | 34   | 無所属                   | 現     | 4,580.712 |
| 10   | 当   | 赤坂珠良           | 52   | 立憲民主党               | 新     | 4,189     |
| 11   | 当   | 田中裕太郎         | 47   | 無所属                   | 元     | 4,157.479 |
| 12   | 当   | 宇田川祐治         | 38   | 都民ファーストの会       | 新     | 4,138     |
| 13   | 当   | 小池恵             | 40   | 日本共産党               | 新     | 4,076     |
| 14   | 当   | 井口絵美           | 35   | 無所属                   | 新     | 3,929.469 |
| 15   | 当   | 寺田陽香           | 35   | 立憲民主党               | 新     | 3,929     |
| 16   | 当   | 樋脇岳             | 45   | 立憲民主党               | 現     | 3,844     |
| 17   | 当   | 横田政直           | 54   | 参政党                   | 元     | 3,581     |
| 18   | 当   | 木梨盛祥           | 73   | 無所属                   | 現     | 3,367     |
| 19   | 当   | ブランシャー明日香 | 50   | 緑の党グリーンズジャパン | 新     | 3,320     |
| 20   | 当   | 奥山妙子           | 65   | 無所属                   | 現     | 3,261     |
| 21   | 当   | 堀部康             | 52   | 無所属                   | 現     | 3,252     |
| 22   | 当   | 松尾百合           | 64   | 無所属                   | 現     | 3,096     |
| 23   | 当   | 酒井正江           | 65   | 日本共産党               | 現     | 3,084     |
| 24   | 当   | 奥田雅子           | 63   | 杉並・生活者ネットワーク | 現     | 3,078     |
| 25   | 当   | 山本弘子           | 55   | 公明党                   | 現     | 3,060     |
| 26   | 当   | 曽根文子           | 54   | 杉並・生活者ネットワーク | 現     | 3,056     |
| 27   | 当   | 藤本直也           | 51   | 自由民主党               | 現     | 2,983     |
| 28   | 当   | 前山直子           | 39   | 立憲民主党               | 新     | 2,942     |
| 29   | 当   | 吉田愛             | 49   | 自由民主党               | 現     | 2,921     |
| 30   | 当   | 山田耕平           | 42   | 日本共産党               | 現     | 2,888     |
| 31   | 当   | 渡辺友貴           | 38   | 自由民主党               | 現     | 2,860.493 |
| 32   | 当   | 渡辺富士雄         | 63   | 公明党                   | 現     | 2,855.490 |
| 33   | 当   | 松本浩一           | 42   | 立憲民主党               | 新     | 2,839.760 |
| 33   | 当   | 斉藤利華           | 55   | 公明党                   | 新     | 2,839     |
| 35   | 当   | 富田琢             | 47   | 日本共産党               | 現     | 2,769     |

| 順位 | 当落 | 候補者名   | 年齢 | 所属党派                   | 新旧別 | 得票数    |
| ---- | ---- | ---------- | ---- | -------------------------- | ------ | --------- |
| 36   | 当   | 矢口泰之   | 46   | 自由民主党                 | 現     | 2,765     |
| 37   | 当   | 安斉昭     | 53   | 無所属                     | 現     | 2,728     |
| 38   | 当   | 逸見純一   | 32   | 自由民主党                 | 現     | 2,704     |
| 39   | 当   | 洞口朋子   | 34   | 都政を革新する会           | 現     | 2,632     |
| 40   | 当   | 浅井邦夫   | 72   | 自由民主党                 | 現     | 2,553     |
| 41   | 当   | 田中朝子   | 63   | 無所属                     | 元     | 2,549.520 |
| 42   | 当   | 中村康弘   | 56   | 公明党                     | 現     | 2,538     |
| 43   | 当   | 樟山美紀   | 60   | 日本共産党                 | 現     | 2,530     |
| 44   | 当   | 岩田生真   | 52   | 無所属                     | 現     | 2,506     |
| 45   | 当   | 川原口宏之 | 58   | 公明党                     | 現     | 2,483     |
| 46   | 当   | 井口かづ子 | 78   | 自由民主党                 | 現     | 2,434.530 |
| 47   | 当   | 和氣美樹   | 56   | 日本共産党                 | 新     | 2,416     |
| 48   | 当   | 大槻城一   | 61   | 公明党                     | 現     | 2,352     |
| 49   | 落   | 小林華弥子 | 55   | 無所属                     | 新     | 2,344.677 |
| 50   | 落   | 青木洋     | 46   | 無所属                     | 新     | 2,333     |
| 51   | 落   | 野垣暁子   | 42   | 日本共産党                 | 現     | 2,331     |
| 52   | 落   | 北明範     | 58   | 公明党                     | 現     | 2,290     |
| 53   | 落   | 太田哲二   | 75   | 立憲民主党                 | 現     | 2,094     |
| 54   | 落   | 小川宗次郎 | 57   | 自由民主党                 | 現     | 1,999     |
| 55   | 落   | 大熊昌巳   | 70   | 自由民主党                 | 現     | 1,942     |
| 56   | 落   | 山本明美   | 58   | 無所属                     | 現     | 1,867     |
| 57   | 落   | 松浦威明   | 51   | 自由民主党                 | 現     | 1,796     |
| 58   | 落   | 國崎隆志   | 41   | 自由民主党                 | 現     | 1,761     |
| 59   | 落   | 今井洋     | 62   | 自由民主党                 | 現     | 1,723     |
| 60   | 落   | 大泉泰政   | 53   | 自由民主党                 | 現     | 1,722     |
| 61   | 落   | 佐々木浩   | 58   | 無所属                     | 元     | 1,619.015 |
| 62   | 落   | 井原太一   | 68   | 自由民主党                 | 現     | 1,580     |
| 63   | 落   | 久水勝人   | 60   | みんなでつくろう楽しい杉並 | 新     | 1,231     |
| 64   | 落   | 渡辺由紀子 | 58   | 自治市民                   | 新     | 1,199.626 |
| 65   | 落   | 梶谷秀一   | 57   | NHK党                      | 新     | 1,160     |
| 66   | 落   | 紺谷悠人   | 30   | 無所属                     | 新     | 0974      |
| 67   | 落   | 佐々木千夏 | 50   | 無所属                     | 現     | 0790.984  |
| 68   | 落   | 城戸譲     | 34   | たぶん無所属               | 新     | 0663      |
| 69   | 落   | 南俊輔     | 38   | 無所属                     | 新     | 0196      |

### 2022年杉並区議会議員補欠選挙
2022年6月19日執行　当日有権者数：472,619人　最終投票率：37.51%　定数：1人　立候補者数：9人
| 順位 | 当落 | 候補者名   | 年齢 | 所属党派           | 新旧別 | 得票数     |
| ---- | ---- | ---------- | ---- | ------------------ | ------ | ---------- |
| 1    | 当   | 逸見純一   | 31   | 自由民主党         | 新     | 26,879     |
| 2    | 落   | 増田さちえ | 52   | 日本共産党         | 新     | 25,181.085 |
| 3    | 落   | 倉本美香   | 29   | 無所属             | 新     | 22,631     |
| 4    | 落   | 松本浩一   | 41   | 立憲民主党         | 新     | 21,076     |
| 5    | 落   | 宇田川祐治 | 38   | 都民ファーストの会 | 新     | 20,609     |
| 6    | 落   | 鈴木千鶴   | 51   | 日本維新の会       | 新     | 16,471     |
| 7    | 落   | 小林華弥子 | 54   | 無所属             | 新     | 13,836     |
| 8    | 落   | 佐々木浩   | 57   | 無所属             | 元     | 12,160     |
| 9    | 落   | 増田裕一   | 45   | 無所属             | 元     | 10,407.914 |